# Nancy Reid

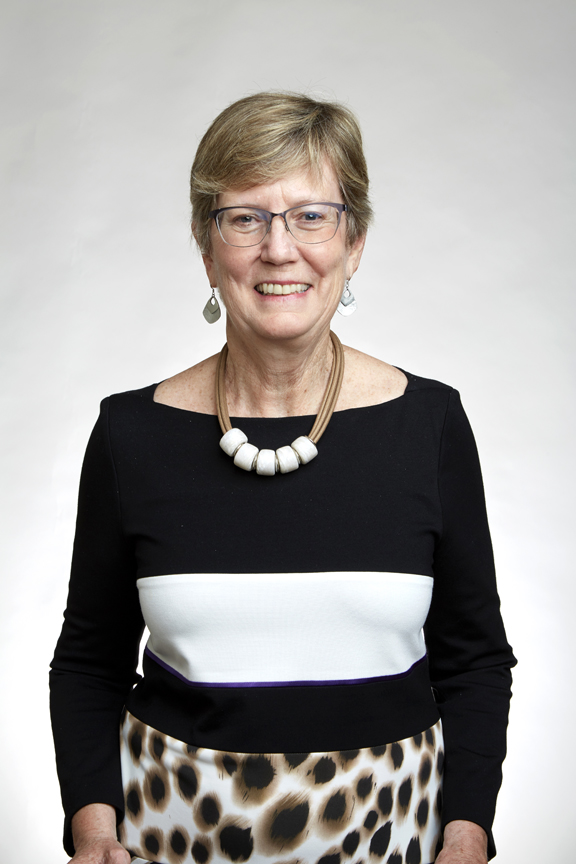
Nancy Reid, 2018

Nancy Margaret Reid (* 17. September 1952) ist eine kanadische Mathematikerin, die sich mit mathematischer Statistik befasst.
Reid studierte an der University of Waterloo mit dem Bachelor-Abschluss 1974 (in Statistik), erhielt ihren Master-Abschluss 1976 an der University of British Columbia und wurde 1979 an der Stanford University bei Rupert Miller promoviert (Influence functions for censored data). Ab 1980 war sie Assistant Professor und ab 1985 Associate Professor an der University of British Columbia. Seit 1986 ist sie an der University of Toronto, wo sie 1988 Professor und 2003 University Professor wurde. 1997 bis 2002 stand sie dort der Fakultät für Statistik vor. Sie hat einen Canada Research Chair in Statistical Theory and Applications.
1995 erhielt sie den ersten Krieger-Nelson-Preis. Außerdem erhielt sie die Goldmedaille der Statistical Society of Canada und den Florence Nightingale David Award (2009). 2000 gab sie die Wald Lectures auf dem Jahrestreffen des Institute of Mathematical Statistics. 2001 wurde sie Fellow der Royal Society of Canada, 2016 auswärtiges Mitglied der National Academy of Sciences, 2018 Mitglied der Royal Society. Seit 2002 ist sie Fellow der American Association for the Advancement of Science. 2020 war Reid Gibbs Lecturer der American Mathematical Society. Für 2022 wurde ihr die Guy-Medaille in Gold zugesprochen.
1996/97 war sie Präsidentin des Institute of Mathematical Statistics und 2004 bis 2005 der Statistical Society of Canada. Sie war Herausgeberin des Canadian Journal of Statistics.

## Schriften
- mit David Cox: The theory and design of experiments, Chapman and Hall, CRC 2000
- mit Alessandra Brazzale und Anthony Davison: Applied Asymptotics, Cambridge University Press 2007
- mit David Cox: Parameter Orthogonality and Approximate Conditional Inference, J. Royal Statistical Society B, Band 49, 1987, S. 1